# Detlef Gieß
Detlef Gieß (* 5. Januar 1951) ist ein deutscher Schauspieler und Synchronsprecher.

## Leben
Detlef Gieß übernahm nach einem Studium an der Theaterhochschule Leipzig mehrere Film- und Fernsehrollen und betätigte sich als Synchronsprecher. Nach 2000 trat er nicht mehr als Film- und Fernsehschauspieler in Erscheinung, sondern widmete sich nur noch der Bühnenschauspielerei und als Synchronsprecher mit über 350 Rollen in zahlreichen Filmen und Serien.

## Filmografie
- 1977: Mama, ich lebe
- 1978: Eine Handvoll Hoffnung
- 1978: Rotschlipse
- 1979: Zwischen zwei Sommern
- 1979: Addio, piccola mia
- 1979: Die lange Straße (Mini-Serie)
- 1980: Der Staatsanwalt hat das Wort – Tote Stunden
- 1980: Solo Sunny
- 1981: Chirurgus Johann Paul Schroth - Eine Geschichte aus den Anfängen der Charité
- 1981: Platz oder Sieg?
- 1983: Der Mann und sein Name
- 1983: Zille und ick
- 1983: Der Staatsanwalt hat das Wort: Ein gefährlicher Fund (Fernsehreihe)
- 1984: Der zerbrochene Krug
- 1986: Das Buschgespenst
- 1986: Ernst Thälmann (TV-Zweiteiler)
- 1986: Drei reizende Schwestern, Episode: Eine alte Fregatte (TV-Schwank)
- 1987: Jan Oppen
- 1988: Ein besserer Herr
- 1988: Polizeiruf 110: Der Mann im Baum (Fernsehreihe)
- 1989: Prinz Friedrich von Homburg
- 1989: Die gläserne Fackel
- 1989: Die Besteigung des Chimborazo
- 1990: Marie Grubbe
- 1991: Farßmann oder Zu Fuß in die Sackgasse
- 1991: Polizeiruf 110: Der Fall Preibisch (Fernsehreihe)
- 1993: Schwarz Rot Gold – Der Rubel rollt
- 1997: Reformator wider Willen Philipp Melanchthon
- 2000: Balko: Werben und sterben (Fernsehreihe)

## Synchronrollen (Auswahl)
Stephen Stanton
- 2011–2013: als Captain / Admiral Wilhuff Tarkin in Star Wars: The Clone Wars
- 2014–2018: als Gouverneur / Großmoff Wilhuff Tarkin in Star Wars Rebels
- 2021–2024: als Admiral / Gouverneur Wilhuff Tarkin in Star Wars: The Bad Batch

### Filme
- 1984: Decimo Cristiani als Antonio in Verboten
- 1989: Pierce Brosnan als Phileas Fogg in In 80 Tagen um die Welt
- 1990: Moses Gunn als Clotho in Machenschaften
- 1998: Tim McMullan als Frees in Shakespeare in Love
- 1999: Allovuddin Abdullaev als Abu Pirumov in Luna Papa
- 2004: Lani John Tupu als Pilot in Farscape: The Peacekeeper Wars
- 2010: Raymond J. Barry als Borlec in La Linea 2

### Serien
- 1965–1966: Steve Raines als Jim Quince in Tausend Meilen Staub
- 1997: Yousuke Akimoto als Fritz Bhaer in Missis Jo und ihre fröhliche Familie
- 2008–2010: Michael Kostroff als Maurice „Maury“ Levy in The Wire
- 2009–2012: Christopher Fulford als DC Fitzgerald in Whitechapel
- 2022–2025: Anton Lesser als Major Partagaz in Andor

## Theater
- 1983: Claus Hammel: Die Preußen kommen – Regie: Eckhard Becker (Hans Otto Theater Potsdam)

## Hörspiele
- 1982: Hans Siebe: Der Tote im fünften Stock (Arzt) – Regie: Barbara Plensat (Kriminalhörspiel – Rundfunk der DDR)
- 1991: Mirjana Buljan: Der siebente Bruder (2. Bruder) – Regie: Barbara Plensat (Hörspiel – Funkhaus Berlin/ORF)
- 2007: Mitte-Schritte. Ein Hörspaziergang durch Berlins historisches Zentrum  (Frachtschiffer Karl Lehmann) - Regie: Tobias Kley und Ruben Kurschat (Hörspiel zum Mitlaufen - stadt im ohr)